# Saab Bofors Dynamics
Saab Bofors Dynamics es una compañía subsidiaria de Saab AB, originaria de Karlskoga, Suecia, que se especializa en sistemas de defensa como misiles y armas antitanque.
Su historia proviene de Bofors, compañía fundada en 1873; más tarde, en 1999 Saab compró el grupo Celsius, el cual tenía como subempresa a Bofors. En septiembre del año 2000, las Industrias Unidas de Defensa UDI (por sus siglas en inglés) le compraron a Saab la parte de la artillería (Bofors Weapon Systems), mientras que Saab se quedó con la parte de los misiles.

## Sistemas de armas modernos
- RBS 70
- RBS 15
- RBS-23
- Carl Gustaf M4
- NLAW
- STRIX